# اوتورنقانی (موکگوا-پونو)
اوتورنقانی (به اسپانیایی: Uturunqani) یک کوه در پرو است که در منطقه موکگوا واقع شده‌است. اوتورنقانی ۴٬۶۰۰ متر بالاتر از سطح دریا واقع شده‌است.